# Kvantumgázok
A kvantumgázok olyan gázok, amelyeket bizonyos kvantumállapot szerint vizsgálunk, rendszerint alacsony hőmérsékleten való viselkedésük alapján kvantumstatisztikai módszereket követve.

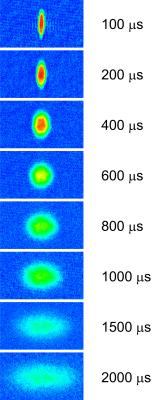
Erősen kölcsönható (Li) gáz gyors expanziójának pillanatképei 0,1-tól 2 ms-ig exponálva

## Állapotsűrűség
Kvantummechanikai megközelítésben minden részecskét hullámfüggvény alapján írunk le. Ha a részecskék között nincsen kölcsönhatás, az energia sajátértékek síkhullám függvény szerint alakulnak: {\textstyle \psi ={\frac {1}{\sqrt {V}}}e^{i{\overline {k}}{\overline {x}}}}. A peremfeltételek a k hullámvektorra vonatkozóan a következőképpen kvantáltak: {\textstyle k_{i}={\frac {2\pi n_{i}}{L}}} , {\displaystyle n_{i}\in Z}. A részecske energiája: {\textstyle E_{\overline {n}}={\frac {\hbar ^{2}k^{2}}{2m}}={\frac {4\pi ^{2}\hbar ^{2}}{2mL^{2}}}(n_{1}^{2}+n_{2}^{2}+n_{3}^{2})}, ahol {\textstyle k=|{\overrightarrow {k}}|}.
Az állapotsűrűséget a részecske sajátenergia integráljával kapjuk: {\textstyle {\frac {4\pi V}{(2\pi )^{3}}}\int dk\cdot k^{2}\equiv \int dE\cdot g(E)}, ahol  g(E) az energiaállapotok számát jelenti E és E + dE közt. 

## Erősen kölcsönható Fermi-gáz
A Fermi-gáz alapkoncepciója a következő: A nukleonok az atommagban egymástól függetlenül mozognak {\displaystyle V_{0}} mélységű és {\displaystyle r} sugarú derékszögű potenciálvölgyben. Ezt összhangban van azzal a ténnyel, hogy a nukleonsűrűség és az egy nukleonra jutó kötési energia a nehéz atommagokban hozzávetőleg állandó. A Heisenberg- reláció szerint a részecske helyével és impulzusával kapcsolatos határozatlanságok: {\displaystyle \Delta x\Delta p_{x}\geq h}, {\displaystyle \Delta y\Delta p_{y}\geq h} és {\displaystyle \Delta z\Delta p_{z}\geq h}. Összeszorozva megkapjuk a fáziscella térfogatát: {\displaystyle \Delta V\geq h^{3}}. Továbbá érvényes, hogy a Fermi-gáz elfajult, azaz a klasszikus ideális gáz tulajdonságaitól viselkedése eltér. Az atommagban a nukleonsűrűség nagy, a hőmérséklet viszont alacsony.
Egy gáz általános állapotegyenletei közti kapcsolatot a termodinamikai paraméterek összessége határozza meg. Viselkedése felvilágosítást ad arra nézve, hogy ezek alapján a rendszer bozon vagy fermion jellegű szabadságfokkal rendelkezik, illetve a fázisátmenet kritikus pontjairól egyaránt. Az erősen kölcsönható Fermi-gázok állapotegyenletének számbavétele rendkívül fontosnak bizonyult neutroncsillagok modellezésekor. A gáz kémiai potenciálja (μ ) és sűrűsége közti összefüggés, ha λ a de Broglie hullámhossz, és {\textstyle \beta ={\frac {1}{k_{B}T}}}, akkor {\displaystyle n\lambda ^{3}=f(e^{\beta \mu })}. In situ sűrűség profilok elemzéséből relatíve könnyen eljuthatunk az erősen kölcsönható Fermi-gáz állapotegyenletéhez. Ez elviekben is közelebb visz az ilyen rendszerekre jellemző N-test problémák megoldásához (ilyen pl. Svistunov és Prokofev Monte-Carlo módszere). 

### Spin transzport Fermi-gázokban
Különösen erősen kölcsönható Fermi-gázokban figyelhető meg ez a jelenség. Egy adott atom számára a közepes szabad úthossz a részecskék közti térben két ütközés között a lehető legkisebb. A térben elkülönítve lévő két spin komponense ilyen típusú gázokban egymásra hatást gyakorolhatnak, mert a részecskék a gázban a mozgás során olyan erős kölcsönhatásban vannak, amely elegendő ahhoz, hogy a spin irányát az ellenkezőjére változtassák. Egyensúly közelében a spin diffúziós együtthatója, a spin szuszceptibilitás a rezonancia, a hőmérséklet függvénye. Normál körülmények között a már ismert termodinamikai törvények alapján viselkednek, elfajult gáznál a spin diffúziós koefficiense megközelíti a {\displaystyle \hbar /m}-et. 